# SWF (プロレス)
SWF（Sacramento Wrestling Federation）は、アメリカ合衆国のカリフォルニア州サクラメントを拠点としていたプロレス団体。

## 歴史
2010年、設立して旗揚げ戦を開催。
2012年、新日本プロレスと業務提携を結ぶことが明らかとなった。
2014年、活動休止。

## 所属選手
- AJカーシュ（AJ Kirsch）
- アレキシス・ダレフコ（Alexis Darevko）
- エル・チュパカブラ（El Chupacabra）
- オリバー・ジョン（Oliver John）
- ザ・ハスラー（The Hustler）
- ジェックルス・ザ・ジェスター（Jeckles The Jester）
- デイブ・デュトラ（Dave Dutra）
- ティモシー・サッチャー（Timothy Thatcher）
- ポール・イサドラ（Paul Isadora）
- ムスタファ・シード（Mustafa Sead）
- モンスタートラッキン・オーティス（Monstertruckin Otis）